# Csanádpalota megállóhely
Csanádpalota megállóhely egy Csongrád-Csanád vármegyei vasúti megállóhely, Csanádpalota településen, a MÁV üzemeltetésében. A megállóhely jegypénztár nélküli, 2004. június 30-tól nincs jegykiadás. Az állomás háromvágányos, melyből kettő használaton kívüli. A vágányokat különböző évjáratú, Diósgyőrben gyártott sínszálak alkotják.
Közúti elérését a 44 129-es útból kiágazó, rövid 44 325-ös számú mellékút biztosítja.

## Vasútvonalak
Az állomást az alábbi vasútvonalak érintik:
- Kétegyháza–Újszeged-vasútvonal

## Kapcsolódó állomások
A vasútállomáshoz az alábbi állomások vannak a legközelebb:
- Nagylaki Kendergyár megállóhely (Kétegyháza–Újszeged-vasútvonal)
- Mezőhegyes vasútállomás (Kétegyháza–Újszeged-vasútvonal)

## Forgalom
| Járat        | Útvonal | Gyakoriság |
| ------------ | --- | ---------- |
| személyvonat | Békéscsaba – Kétegyháza – Bánkút – Medgyesegyháza – Magyarbánhegyes – Mezőkovácsháza felső – Mezőkovácsháza – Végegyháza – Végegyháza alsó – Belsőkamaráspuszta – Mezőhegyes – Csanádpalota – Nagylaki Kendergyár – Nagylak – Magyarcsanád – Apátfalva – Makó – Kiszombor megálló – Kiszombor – Deszk – Szőreg – Újszeged | Napi 2 pár |